# Rythem
Rythem (リズム, Rizumu) és un duo pop de cantautores, Yui Nītsu (新津 由衣, Nītsu Yui, nascuda el 17 d'agost de 1985) i Yukari Katō (加藤 有加利, Katō Yukari, nascuda el 3 d'abril de 1985). Van signar amb Sony Music Japan.